# Apetit
Apetit je želja za jedenjem hrane, ponekad zbog gladi. Privlačna hrana može da stimuliše apetit čak i kada je glad odsutna, s tim da se apetit uveliko može smanjiti sitošću. Apetit postoji u svim višim formama života, i služi da se reguliše adekvatan unos energije za održavanje metaboličkih potreba. Reguliše se uskouzajamnim dejstvom između probavnog trakta, adipoznog tkiva i mozga. Apetit ima relativni odnos s ponašanjem svakog pojedinca. Apetitno ponašanje, takođe poznato kao ponašanje pristupa, kao i konzumentno ponašanje, jedini su procesi koji uključuju unos energije — sva ostala ponašanja utiču na oslobađanje energije. Kada je neko napet, nivoi apetita mogu da se povećaju i rezultuju povišenim unosom hrane. Smanjena želja za jedenjem se naziva terminom anoreksija, a polifagija (ili „hiperfagija”) predstavlja prekomerno jedenje. Deregulacija apetita doprinosi anoreksiji nervoza, bulimiji nervoza, kaheksiji, prejedanju i poremećaju opsesivnog prejedanja.

## Literatura
- Carlson, Neil R.; Donald, Heth C.; Miller, Harold; Donahoe, John W.; William, Buskist; Martin, Neil G.; Schmaltz, Rodney M (2010). Psychology: the science of behavior. Toronto: Pearson.